# Saint-Bonnet
Saint-Bonnet ist eine französische Gemeinde mit 407 Einwohnern (Stand: 1. Januar 2022) im Département Charente. Sie gehört zum Arrondissement Cognac und zum Kanton Charente-Sud. 

## Geographie
Saint-Bonnet liegt etwa 29 Kilometer südwestlich von Angoulême. Die Nachbargemeinden sind Vignolles im Norden, Ladiville im Nordosten, Val des Vignes im Nordosten und Osten, Angeduc im Osten, Saint-Aulais-la-Chapelle im Südosten, Challignac im Süden, Salles-de-Barbezieux im Südwesten und Westen sowie Barbezieux-Saint-Hilaire im Westen und Nordwesten.

## Bevölkerungsentwicklung
| Jahr                       | 1962 | 1968 | 1975 | 1982 | 1990 | 1999 | 2006 | 2019 |
| -------------------------- | ---- | ---- | ---- | ---- | ---- | ---- | ---- | ---- |
| Einwohner                  | 522  | 470  | 415  | 369  | 374  | 337  | 373  | 406  |
| Quellen: Cassini und INSEE |      |      |      |      |      |      |      |      |

## Sehenswürdigkeiten
- Kirche Saint-Bonnet aus dem 12./13. Jahrhundert, Monument historique seit 1948

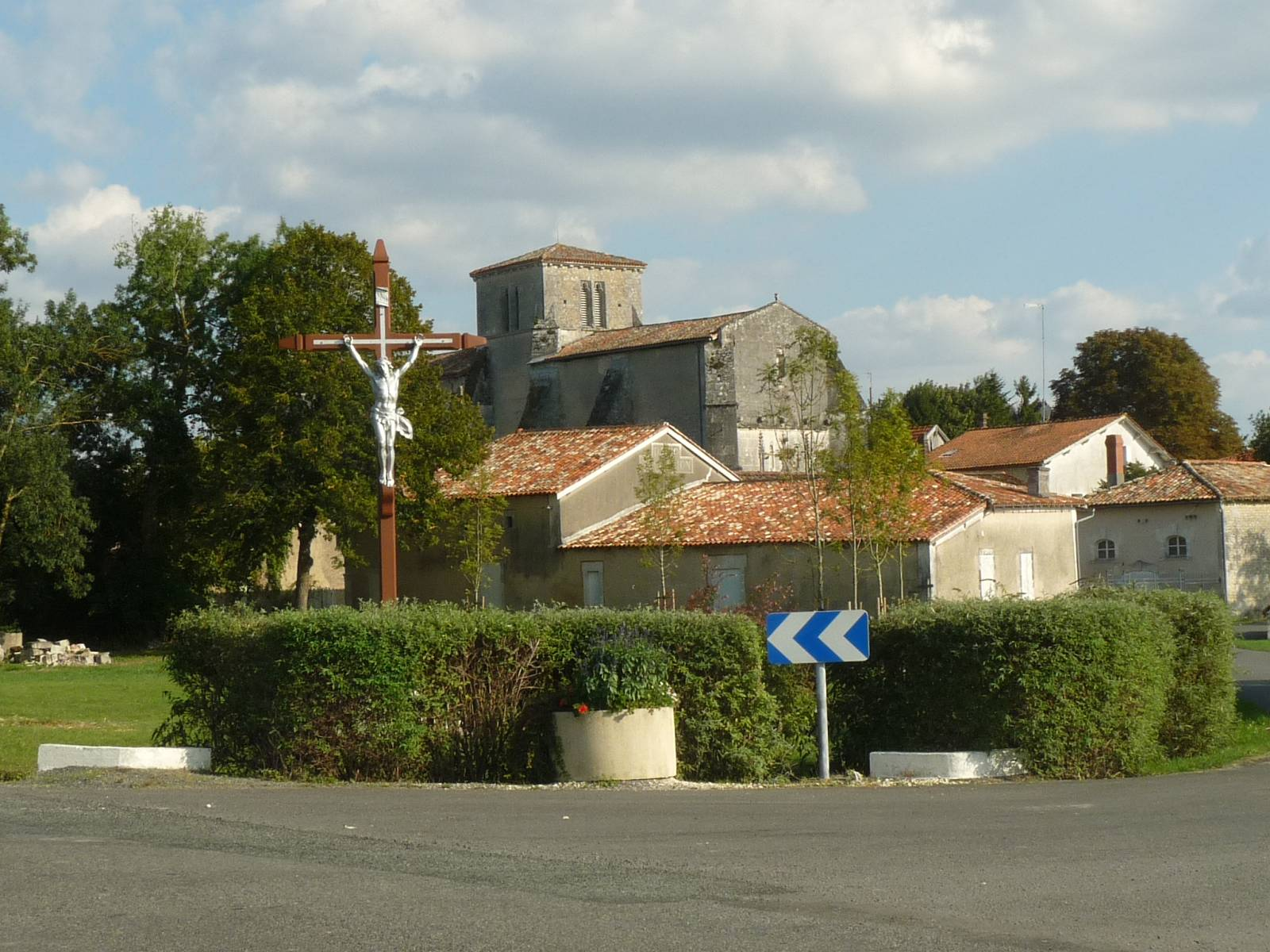
Kirche Saint-Bonnet